# Maximilien-Macaire de Meulenaere
Maximilien-Macaire de Meulenaere (Gent, 9 mei 1747 – 5 april 1834) was een Belgisch rooms-katholiek priester, kanunnik van de Sint-Baafskathedraal en edelman in het ancien régime.

## Levensloop
Hij was een zoon van Pierre-François de Meulenaere (1715-1799), advocaat en ontvanger van de "20ste penning", de belasting op onroerend goed in Gent, en van Marie-Caroline van den Bemden (1714-1768), vrouwe van Overwater. Hij was de tweede zoon, na Jean-François en voor Pierre-Georges.
Hij studeerde aan de Universiteit Leuven en promoveerde er tot baccalaureus in de godgeleerdheid en tot licentiaat in beide rechten. Tijdens zijn studies werd hij tot priester gewijd en in 1772 (hij was pas vijfentwintig) tot kanunnik benoemd in het kapittel van de Sint-Niklaaskerk (in 1779 werd hij kanunnik in het kapittel van de Sint-Baafskathedraal).
In 1773 werd hij achtbare meester van een vrijmetselaarsloge van studenten in Leuven. Hij had deze 'irreguliere' loge opgericht samen met drie andere priesters. Het bestuur van de universiteit verweet aan de leden dat ze hun studies verwaarloosden, dat ze wapens droegen tijdens de logezittingen, dat ze overdreven uitgaven deden en dat ze niet op het voorgeschreven uur weer op hun kamer waren wanneer er zittingen werden gehouden.
Vooral ontstond een ernstig incident toen de leden (onder invloed van de drank) een dame lastigvielen die in het hotel overnachtte waar ze zitting hielden. Het ging om prinses Françoise van Stolberg-Gedern (1756-1836), de echtgenote van de vicegrootmeester van de Grootloge in de Oostenrijkse Nederlanden Nicolas Antoine van Arberg. De leden werden mild gestraft (Maximiliaan de Meulenaere moest zes weken in retraite doorbrengen in een klooster), maar studentenloges werden voortaan verboden.
De Meulenaere werd in 1773 ook lid van de erkende loge La Constante Union in Gent, waarvan zijn broer Pierre-Georges de achtbare meester werd. Die loge bleef maar korte tijd actief.

## Bij de Gentse clerus
De logeactiviteiten waren geen hinder voor de klerikale loopbaan van De Meulenaere. 
In 1774 werd hij secretaris van de Gentse bisschop Govaart Geeraard van Eersel (1713-1778) en van zijn opvolger Ferdinand Marie de Lobkowicz (1726-1795). Deze benoemde de Meulenaere tot vicaris-generaal. Dit bracht tevens mee dat hij lid werd van de Staten van Vlaanderen.
Ook al bleef hij keizersgezind, hij steunde toch het patriottenleger tijdens de Brabantse Revolutie van 1789-1790.

## Franse Tijd
Hoe het De Meulenaere verging tijdens de eerste en de tweede Franse inval, is niet bekend. Wel is geweten dat hij in 1795, samen met kanunnik Jean Papeleu het aloude kapittelhuis van Sint-Baafs aankocht. De Franse overheid was dit niet genegen en confisqueerde de eigendom, die publiek werd te koop gesteld. De wijnhandelaar Louis Blommaert kocht het en verkocht het onmiddellijk aan de twee kanunniken.
In datzelfde jaar was bisschop Lobkowitz in ballingschap overleden en De Meulenaere werd, als deken van het Sint-Baafskapittel, een van de drie vicarissen die het bisdom voorlopig bestuurden.
In 1797 week hij uit naar Düsseldorf, om te ontsnappen aan het afleggen van de controversiële eed van trouw aan de republiek en aan de deportatie die weigerende priesters trof. Toen hij terugkeerde werd hij in 1799 gearresteerd, maar kwam na korte tijd weer vrij. Hij legde toen de vereiste eed van trouw af, waar het meest controversiële element (haat aan de monarchie) uit geschrapt was. Hij hernam zijn verantwoordelijkheden als vicaris, tot aan de benoeming in 1802 van een nieuwe bisschop, Etienne Fallot de Beaumont. De Meulenaere bleef als vicaris-generaal een voorname rol vervullen.
In 1807 werd Maurice de Broglie (1766-1821) tot nieuwe bisschop van Gent benoemd. Hij behield De Meulenaere niet als zijn vicaris-generaal, wat deze zeer ontstemde. Hij was ondertussen, mede onder de invloed van zijn broer Pierre-Georges, verzoend met het Franse bestuur en, als ambteloos priester, was hij ter beschikking om bij plechtige gelegenheden (onder meer de verheffing van Napoleon tot keizer) plechtige diensten voor te zitten. Hij stond bekend om zijn goede betrekkingen met het Franse bestuur en prefect Frédéric Houdetot getuigde dat hij zijn voornaamste steun was in de relaties met de Gentse clerus.
In 1812 was De Broglie in ongenade gevallen en nam hij ontslag. Hij vertrok naar Frankrijk en werd kort daarop gearresteerd. De Meulenaere behoorde opnieuw tot de tijdelijke bestuurders van het bisdom. Niet zonder problemen, aangezien de Franse overheid een Franse vicaris opdrong, met als gevolg dat de clerus geen vertrouwen meer had in het trio vicarissen en als hun effectieve leider de voorkeur gaf aan kanunnik Ambroise Goethals (1751-1836), die in de clandestiniteit verbleef.

## Verenigd Koninkrijk der Nederlanden
In 1814 stond het duo De Meulenaere-Goethals eerder gunstig tegenover de hereniging van de Nederlandse provincies en tegenover Willem I. In de volgende jaren kon De Meulenaere vaak de plooien gladstrijken tussen het Gentse bisdom en de Nederlandse regering, voornamelijk door zijn uitstekende relaties met Melchior Goubau (1757-1836), de directeur-generaal voor de katholieke eredienst. De Broglie nam weer bezit van zijn bisdom, maar weldra in complete oorlog met het Nederlands bestuur, sloeg hij weer op de vlucht. Tot aan zijn dood in 1821 trad De Meulenaere, samen met Ambrosius Goethals, en ook nadien tot in 1829, terwijl de zetel vacant bleef, opnieuw op als bestuurder van het bisdom Gent. De goede verstandhouding met Goubau verhinderde niet dat er nogal wat strijd ontstond, waarbij beide vicarissen zich tegen het Nederlands bestuur keerden. Het ging vooral over de verdediging van het christelijk onderwijs. Ook tegen het opgelegde Filosofisch College in Leuven, verzetten beide vicarissen zich.
In 1821 werden de kanunniken Ambroise Goethals, Frans Martens (1758-1825) en François-René Boussen (1774-1848) vervolgd voor het hof van assisen in Brussel, vanwege hun contacten met de gevluchte bisschop De Broglie. De Meulenaere had al jaren goede vriendschap met priester Pierre-Théodore Verhaegen (1762-1822), de voorlaatste rector van de Universiteit Leuven. Deze ultramontaanse priester, die toen pastoor was van het Klein Begijnhof in Gent, beval als advocaten aan: Jean-Baptiste Beyens en zijn eigen petekind Pierre-Théodore Verhaegen, beiden vrijmetselaars. Ze wonnen het proces en de beklaagden gingen vrijuit.
Dit belette niet dat De Meulenaere gunstig stond aangeschreven bij Willem I. Toen in 1828 het afgesloten concordaat eindelijk de weg opende voor de benoeming van een nieuwe bisschop, droeg de koning kanunnik De Meulenaere voor. Dit lukte echter niet, vanwege de tegenstand onder de Gentse clerus, en Van den Velde werd benoemd.

## Laatste jaren
In 1830 speelde De Meulenaere geen rol meer, hij was toen immers al 83 en had geen officiële functie meer. Hij bewoonde het kasteel van zijn broer in Zeveren.
Toen hij in 1834 overleed mochten zijn neven en nichten het enorme bedrag van 2.263.870 goudfrank erven.